# خوان هرنانديز
خوان هرنانديز (بالإسبانية: Juan Hernández)‏ (8 مارس 1965 بمدينة مكسيكو في المكسيك - ) هو لاعب كرة قدم مكسيكي في مركز الدفاع. شارك مع منتخب المكسيك لكرة القدم. أما مع النوادي، فقد لعب مع أتلانتي إف سي ونادي أمريكا ونادي مونتيري ونادي نيكاكسا.

## مسيرته الكروية
لعب خوان هرنانديز خلال مسيرته الاحترافية مع 4 أندية في عشرون موسمًا وسجل خلالها 20 هدف ضمن 463 مباراة. ولم يفز بأي موسم بالكأس وفاز في موسم واحد بالدوري.
خاض خوان هرنانديز مسيرته مع نادي نيكاكسا في موسم 1983–84 ليلعب معه خمسة مواسم، مشاركًا في 129 مباراة سجل خلالها هدفين. ثم انتقل إلى نادي أمريكا في موسم 1988–89 في المرة الأولى ليلعب معه ثمانية مواسم ثم في موسم 1997–98 ولمدة موسمين، حيث شارك طوالها في 260 مباراة سجل خلالها 13 هدفًا. لينتقل بعدها إلى نادي أتلانتي إف سي في موسم 1996–97 في المرة الأولى ولمدة موسمين ثم في موسم 1999–00 لمدة موسم واحد، مشاركًا طوالها في 56 مباراة سجل خلالها 5 أهداف. ثم انتقل إلى نادي مونتيري في موسم 1998–99 ولمدة موسمين، مشاركًا في 18 مباراة ولم يسجل أي هدف.

## وصلات خارجية
- خوان هرنانديز على موقع قاعدة بيانات كرة القدم.إي يو (الإنجليزية)
- خوان هرنانديز على موقع ناشيونال فوتبول تيمز (الإنجليزية)